# Stelletta vaceleti
Stelletta vaceleti är en svampdjursart som beskrevs av Claude Lévi 1983. Stelletta vaceleti ingår i släktet Stelletta och familjen Ancorinidae.
Artens utbredningsområde är Nya Kaledonien. Inga underarter finns listade i Catalogue of Life.